# Адам Ј. Богданович
Адам Јегорович Богданович (рус. Адам Егорович / Адам Юрьевич / Адольф Георгиевич Богданович је рођен на територији савремене Белорусије у граду Холопењичи Бобрујског округа 20. марта или 25. марта 1862. године; а преминуо у Јарослављу 16. априла 1940. године. Познат је као белоруски етнограф, историчар културе, социолог, писац мемоара, учесник револуционарно-популистичког покрета.

## Детињство и младост
Порекло води од сељачке породице. Од 12. године је почео да ради у железничким радионицама у Минску. После тога је уписао учитељску семинарију у Њесвижу, коју је завршио 1882. године. У гимназији је Богданович организовао круг саморазвића и самообразовања, а у августу 1882. године је ступио у семинарску групу Народне воље Минска и 3 године је провео у селима Игуменског округа. После тога 1885. године је постао управник Првог градског основног училишта у Минску (на овом положају је био шест година, до 1891. године).
Био је члан руководства Организације у Минску Народна воља, али после наглог погоршања здравља је напустио револуционарне активности. Сели се у Гродно, јер је од 1892. радио у месном одељењу Сељачке земљишне банке и као директор јавне библиотеке. Управо тамо је изашао есеј Остаци древног погледа на свет код Белоруса (рус. Пережитки древнего миросозерцания у белорусов). Сели се у Нижњи Новгород 1896. па у Јарослављ 1907. године, где је остао до краја живота.

## Ствараштво
Адам Ј. Богданович је познавао многе виђеније људе тога времена, а у шурачким односима је био и са Максимом Горким, будући да су се оженили са двема сестрама. Горки је високо ценио Богдановича: Ја веома верујем у такт и уметнички укус Ваш.
Од 1920—1931. А.Ј. Богданович је био на позицији управника научне библиотеке Јарославског државног музеја, док је истовремено предавао историју културе у уметничком, музичком и позоришног техникуму.
Етнографијом се Богданович занимао још увреме учења на семинарији. Део материјала које је сакупио ушли су у познату књигу П.В.Шејна Материјали за изучавање живота и језика руског становништва Северозападног краја (рус. Материалы для изучения быта и языка русского населения Северо-Западного края; у три тома, 1887–1902).
Своја истраживања је објављивао у новинама: Минске губернијске вједомости, Мински листок, Гродненске губернијске вједомости итд. 
Његово главно научно дело је двотомни Етнички састав народа словенских и руских  (рус. Этнический состав народов славянских и русских), који је изашао 1935. године, иако његови претходни радови из области етнологије до данас нису објављени. То су радови Етнички састав белоруског народа и Етнички састав Горњег Поволожја, Оке и Каме (сви су у рукописима). У њима је аутор на основу велике количине информација из археологије, атропологије, палеонтологије и географије сагледавао процесе етногенезе насеља Источне Европе. Такође је у деловима објављен двотомни рад посвећен оправдавању легитимитета и начином употребе древне топонимије у својству етнолошког и културно-историјског материјала теоријски основаног у раду Језик земље. Појава имена река и шта проистиче из њих (рус. Язык земли. Возникновение водоречных имен и что от них происходит).
Поред ових темељних истраживања, А.Ј. Богданович је аутор публикација о аграрном и народном образовању, књижевној критици и позоришној уметности, мемоара о револуционарним покретима, о сину Максиму Адамовичу, шураку Максиму Горком, Фјодору Шаљапину (део је до данас остао необјављен), као и књижевних превода.

## Приватни живот
Што се личног живота тиче, 1888. године се оженио са Маријом Афанасјевом Мјакотом (1869—1896). Првог сина Вадима су добили 1890. а другог Максима 1891. године. Породица је у Гродну живела на периферији града, и ту су добили трећег сина Лава 1894. и кћерку Нину 1896. године. Убрзо је Марија Афанасјева умрла од туберкулозе.
У Нижњем Новгороду Адам Богданович се поново жени 1899. године, поставши шурак са М.Горким. Крајем исте године је поново остао удовац, јер му је друга супруга Александра Павловна умрла на порођају. Њен син Александар је растао у породици Горког и преминуо од дизентерије у четвртој години.
Трећи брак Адама Богдановича је био грађански. Почео је да живи са сестром своје прве жене – Александром Афанасјевом Мјакотом. У том браку је рођено још петоро деце: Павел, Алексеј, Вјачеслав, Николај, Роман.
Његова прва супруга Марија А. Мјакота је имала књижевни таленат и написала је једну приповетку на руском језику Уочи Божића (рус. Накануне Рождества). Исти таленат је наследио и њихов син Максим А. Богданович, аутор збирке песама Венац (бел. Вянок), преводилац истог на руски језик, једног од оснивача белоруске књижевности и савременог белоруског језика.

## Везе са Србијом
Познато је да је Максим Богданович написао песму, која је тематки везама за Србију, тј. Косово Поље. Његове појединачне песме је превео проф. др Миодраг Сибиновић, а десетак је ушао у Антологију белоруске поезије (1993), чији је састављач проф. др Иван Чарота. Једна од песама М. Богдановича је уврштена и у У сусрет Духу – Антологију белоруске хришћанске поезије, 2019, истог састављача. Целу збирку песама Венац на српски језик је превела Дајана Лазаревић 2017. године.
Једину приповетку Марије Богданович Уочи Божића на српски језик је превела иста преводитељка. 
Најпознатију књигу Адама Ј. Богдановича Остаци древног погледа на свет код Белоруса превела је иста преводитељка и књига очекује свој излазак 2021. године.

## Најважнија дела
- Нарыс становішча жанчыны ў сялянскім асяродзьдзі беларускага краю, 1886
- Про панщину: Рассказ из белорусской жизни времён крепостного права, 1894
- Про женщину
- Пережитки древнего миросозерцания у белорусов: Этнографический очерк, 1895
- Национальный склад белорусского народа
- Язык земли: Этнологический очерк
- Страницы из жизни Максима Горького
- Богданович, А. Е. Материалы к биографии Максима Адамовича Богдановича / А. Е. Богданович. — Минск : Наука и техника, 1965. — 29 с.
- Мои воспоминания